# Бомбардировка Льежа (1691)
Бомбардировка Льежа 4—7 июня 1691 — военная операция французских частей маркиза де Буфлера в ходе войны Аугсбургской лиги.

## Франко-льежский конфликт
Льежское княжество-епископство, располагавшееся между территориями испанских Эно, Намюра, Брабанта и аннексированного французами Люксембурга, представляло значительный интерес для обоих противников в ходе начавшейся войны.
В самом Льеже впервые более чем за столетие правления князей из дома Виттельсбахов капитул сумел перехватить инициативу и избрать епископом местного уроженца Иоганна Людвига фон Элдерена, который был посвящен в сан в конце декабря 1688. Людовик XIV был недоволен тем, что капитул не посчитался с его намерениями, но собирался компенсировать потерю влияния в княжестве за счет контрибуции, которую рассчитывал с него взыскать.
Льежские власти вступили в союз с Испанией, и в июле 1689 г. штатгальтер Габсбургских Нидерландов послал в княжество генерала Церкласа де Тилли, внучатого племянника знаменитого генералиссимуса Тилли, который формально перешел на льежскую службу и был назначен командующим армией.
В 1690 году Мозельская армия генерал-лейтенанта маркиза де Буфлера, наступая на Трир, заняла несколько льежских замков, разграбив местность. Епископ протестовал и его посланнику при французском дворе графу ван Гросбеку удалось договориться о прекращении враждебных действий на следующих условиях: 1) ежегодная выплата 150 тысяч ливров дани до конца войны 2) 90 тысяч ливров в возмещение за работы, проведенные в Юи; 3) срытие цитадели, возведенной предыдущим правителем; 4) нейтралитет княжества.
Соглашение продержалось недолго. Французы обвинили льежцев в захвате конвоя с военным грузом и в том, что в княжество были введены войска противников Франции, после чего епископ официально объявил королю войну и поставил под ружье 4000 человек.

## Кампания 1691 года
14 марта 1691 армия Людовика XIV осадила Монс. Главнокомандующий армиями лиги Вильгельм III Оранский не успел подать осажденным помощь, и 8 апреля столица Эно капитулировала, после чего у французов появилась возможность вторгнуться в Брабант и продвинуться до самого Брюсселя. Вместо этого король распорядился провести показательную бомбардировку Льежа, для чего был отряжен корпус Буфлера (20 батальонов, 61 эскадрон), в то время как основные силы под командованием маршала Люксембурга были собраны на Лисе и должны были наступать на Дандр или Сенну и не дать союзникаи прийти на помощь Льежу.
После серии маршей и контрмаршей Люксембург в конце мая начал операцию против городка Халле, который противник укрепил, чтобы прикрыть дорогу на Брюссель, а Буфлер, собрав войска между Маршем и Рошфором, 30 мая выступил на Льеж, имея 15 или 16 тысяч человек, 24 ствола осадной артиллерии, 12 мортир и 10 полевых орудий. 1 июня он подошел к Льежу со стороны Шартрёзской возвышенности. Саму Шартрёзу (картезианский монастырь) льежцы постарались укрепить, окружили рвом, реданами и палисадами в форме полумесяца. Неподалеку на речке Шене был построен форт, в котором держали оборону триста человек. Соседние с монастырем пригороды также были укреплены.

## Осада
Ночью 1/2 июня на Корнийонском холме была установлена 1-я батарея, которая с утра начала обстрел монастырской стены и работала до ночи. Затем была поставлена 2-я батарея из четырёх орудий, открывшая стрельбу 3 июня и после полудня проделавшая в стене Шартрёзы брешь шириной в сорок шагов. Пригород Жюпиль был занят войсками, чтобы обеспечить находившийся там брод через Маас, а между фортом на Шене и ближайшим к нему пригородом был поставлен драгунский полк шевалье де Граммона. Гарнизон форта, отрезанный от города, пытался уйти, но был атакован французами. Восемьдесят человек было положено на месте, остальные бросились в реку, где многие утонули.
Методичный обстрел монастыря также принес успех. Когда французы двинулись на штурм, выяснилось, что Церклас, потеряв надежду удержать эту позицию, покинул Шартрёзу и отступил в город.
В четыре часа ночи 4 июня Буфлер начал бомбардировку Льежа. Осадные батареи вели огонь калеными ядрами, и все 12 мортир безостановочно выпускали бомбы до полудня 5-го числа, после чего стрельба калеными ядрами продолжалась до утра 6 июня, а затем возобновили стрельбу мортиры, в общей сложности работавшие два раза примерно по 24 часа. Из лагеря осаждавших наблюдали пять или шесть крупных пожаров в разных частях города, в том числе в районе Гран-Плас.
В семь часов вечера 5 июня четыре сотни льежских драгун, размещенных в пригороде Амеркёр за небольшими укреплениями, произвели вылазку со стороны монастыря, надеясь заклепать орудия, но были отброшены и преследуемы французскими гренадерами и частями, размещенными по соседству. Значительное число льежцев было убито и лишь немногим удалось уйти.
В ночь с 5-го на 6-е Буфлер предпринял попытку атаковать город. Отряд пехоты и драгуны Граммона ударили по неприятелю, засевшему в домах, стоявших вдоль берега Мааса от Льежа до Шене. Льежцы были выбиты с позиции, а полсотни строений сожжено. В два часа ночи французский генерал направил кавалерию форсировать Маас выше и ниже по течению, у Жюпиля и Ла-Бовери, рассчитывая ворваться в Льеж, ударив в спину защитникам, дезорганизованным непрерывной канонадой. Замысел не удался, поскольку Церклас успевал парировать действия противника, перебрасывая войска на угрожаемые участки. Пятьсот бранденбуржцев в Ла-Бовери упорно оборонялись до пяти часов утра, и дальше пригорода Амеркёр французам продвинуться не удалось.

## Отступление и завершение кампании
После неудачной атаки маркиз начал готовиться к отступлению, поскольку на помощь Льежу двигался голландский корпус, с которым шел имперский генерал Клод де Тилли, младший брат Церкласа. 6 июня Буфлер отослал маркиза д’Аркура с 14 эскадронами в его люксембургское губернаторство, в пять часов утра 7-го прекратил бомбардировку и начал отход, поставив в арьергарде восемь полевых орудий на случай преследования частями противника. Льежские войска снова заняли лагерь на Шене, где к ним присоединились бранденбургско-гессенские части фельдмаршала барона Флемминга. Для преследования французов были посланы два батальона и несколько эскадронов.
В середине июля Церклас и Флемминг получили приказ короля Англии идти двумя эшелонами через Юи и Намюр на соединение с главной армией, расположения которой они достигли 11 августа. После того, как маршал Люксембург дважды уклонился от предложенного сражения, они получили распоряжение двигаться через Намюр в Кондроз, где 7 сентября поступили под командование ландграфа Гессен-Кассельского. Остаток кампании прошел в маневрировании с целью занятия более выгодных позиций.

## Результаты
В результате бомбардировки, продолжавшейся три с половиной дня, льежцы понесли большой ущерб. Две главные торговые улицы были полностью уничтожены, дома между рынком и Маасом получили сильные повреждения. Часть кафедрального собора Святого Ламберта, Ратуша, церковь Святой Екатерины были превращены в пепел. Арочный мост, район улицы Мадлен и весь левый берег испытали ту же участь. Были сожжены пригороды Амеркёр и Ла-Бовери. Торговые склады в окрестностях города были разграблены или уничтожены, причем не только французами, но и бранденбуржцами, воспользовавшимися растерянностью горожан. Французская армия потеряла убитыми двух офицеров и два десятка солдат.
Атака Буфлера показала уязвимость льежской обороны, поэтому опытный военный инженер генерал Кухорн, отправленный в Льеж командовать размещенным там голландским гарнизоном, осенью 1692 — весной 1693 года возвел вокруг города оборонительные линии, в дальнейшем оказавшиеся для французов непреодолимым препятствием.